# Eftergymnasial utbildning

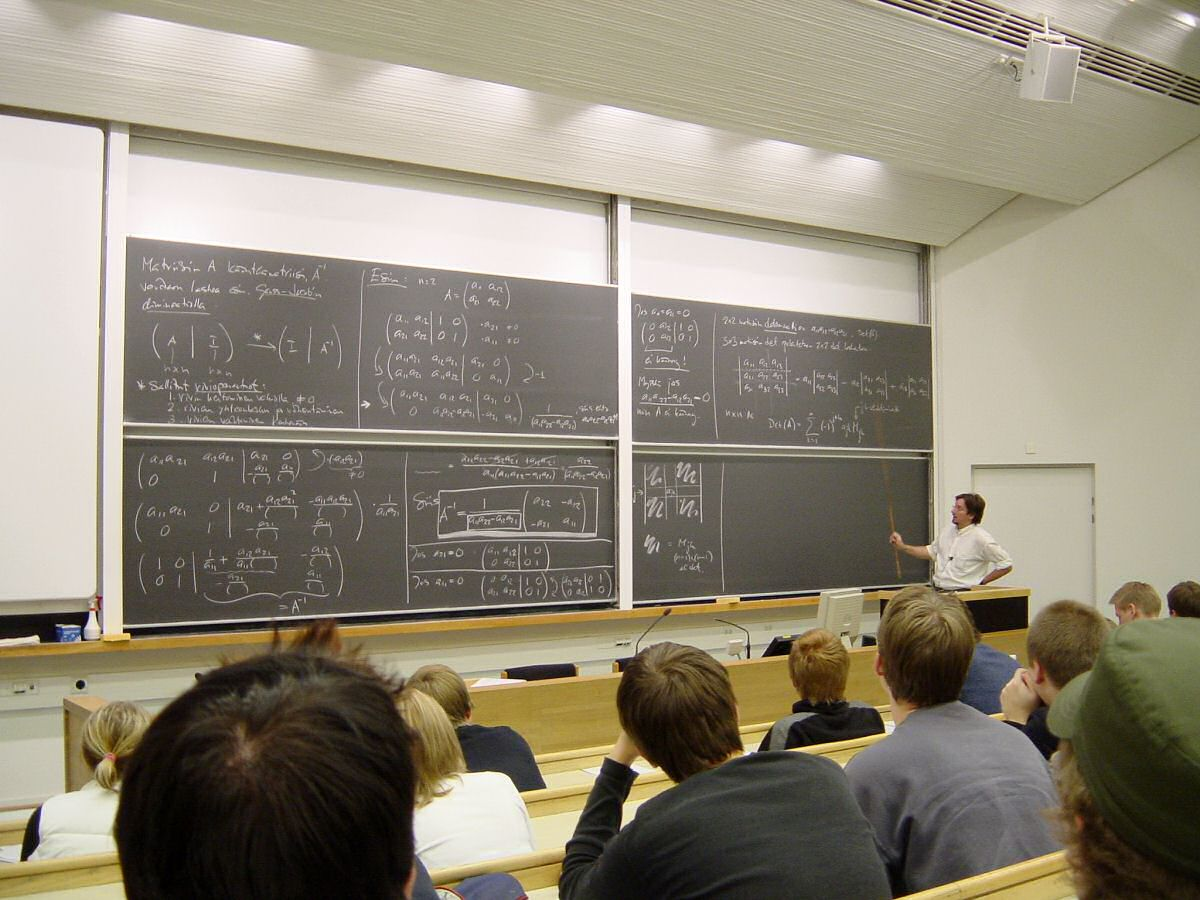
Undervisning i linjär algebra vid Aalto-universitetet i Helsingfors.

Eftergymnasial, postgymnasial eller tertiär utbildning är utbildning som sker efter sekundär utbildning. I Sverige är det utbildning som sker efter genomgången gymnasieskola.
Ett exempel på eftergymnasial utbildning är akademisk utbildning vid högskola eller universitet. I Sverige finns även kvalificerad yrkesutbildning, Yrkeshögskola och folkhögskola.

## Högre utbildning i olika länder

### Storbritannien
Inom ramen för devolution i Förenade kungariket styrs utbildning separat i England, Wales, Nordirland och Skottland. I England motsvarar termen "tertiär utbildning" den globala termen "högre utbildning" (dvs. utbildning efter 18 års ålder). År 2018 antog den walesiska regeringen termen "tertiär utbildning" för att beteckna utbildning och träning efter 16 års ålder i Wales. Sedan 1970-talet kallar sig emellertid specialiserade vidareutbildningskollegier i England och Wales för "tertiära colleges", även om de är en del av processen för sekundär utbildning. Dessa institutioner betjänar både skolavslutare och vuxna och förenar därigenom huvudsakliga funktioner för FE-kollegier och sjätte-formens colleges.

### Australien
I Australien hänvisar "tertiär utbildning" till fortsättning av studier efter gymnasiet. Möjligheter för högre utbildning inkluderar universitet, teknisk och fortsatt utbildning (TAFE) samt privata universitet.

### Europeiska unionen
Även om högre utbildning inom EU inkluderar universitetsutbildning kan det skilja sig mellan olika länder.

### Frankrike
Efter att ha avslutat förskolan (franska école maternelle), grundskolan (franska école primaire), mellanstadiet (franska collège) och gymnasiet (franska lycée) kan en elev börja vid ett universitet, men kan också välja att sluta där.  

### Tyskland
Utbildningen i Tyskland ligger huvudsakligen under ansvaret för de olika tyska delstaterna (Länder), medan den federala regeringen har en marginell roll. Varje universitet i Tyskland har sina egna antagningskrav och ansökningshandlingar, anpassade till deras program. Tyskland är internationellt välkänt för sin modell av yrkesutbildning Ausbildung (lärlingsutbildning), inom vilken ungefär 50 procent av alla skolavslutare går vidare till yrkesutbildningsinstitutioner.